# Zeche Georgschacht
Das ehemalige Bergwerk Georgschacht liegt in Stadthagen im Landkreis Schaumburg in Niedersachsen. Hier wurde von 1902 bis 1960 Steinkohle gefördert.

## Geographie

### Lage
Der Georgschacht wurde etwa zwei Kilometer südwestlich des Zentrums von Stadthagen auf einem 60 Morgen großen Grundstück zwischen der Kernstadt und Meinefeld errichtet. Das Areal liegt an der seit 2007 nur noch von einer Museumsbahn genutzten Trasse der Rinteln-Stadthagener Eisenbahn, zu der ein Gleisanschluss bestand.

### Geologie
Die kohleführenden Schichten in der Schaumburger Mulde entstanden vor etwa 140 Millionen Jahren im sich aussüßenden niedersächsischen Becken. Die 600 bis 800 m mächtige Wealden-Fazies entstand in einem Sumpfareal mit tropischer Flora. Die dazwischen liegenden sandig-schluffigen Ton- und Sandsteinbänke des Berrias 3, Bückeberg-Folge werden im Bückeberg als Obernkirchener Sandstein abgebaut.
Die Kohle im Bereich des Georgschachts liegt in Flözen unterschiedlicher Mächtigkeit vor. Flöz 1 und Flöz 2 galten mit je etwa 20 cm als nicht abbauwürdig, ebenso wenig die bei Stadthagen vorhandenen tieferliegenden Flöze 4 und 5. Lediglich das 46 cm mächtige Flöz 3 oder „Hauptflöz“ wurde abgebaut.
Die Tiefbaukohle aus dem Georgschacht war eine backende Fettkohle, die guten Koks ergab und auch als Schmiedekohle verwendbar war. Der Gehalt an flüchtigen Bestandteilen betrug im Mittel 20,6 %. Der Aschegehalt lag bei 11 %.

## Geschichte

### Vorgeschichte
Um das Jahr 1510 erhielt Albrecht Schlüsselburg aus Stadthagen die Erlaubnis der Grafen Anton und Johann zu Holstein-Schaumburg, im Bückeberg bei Nienstädt Steinkohle abzubauen.
Im Dezember 1522 beschwerte sich das Schmiedeamt der Stadt Bielefeld über die verschlechterte Qualität der gelieferten Schaumburger Kohle. Kohle wurde 1556 nach Bodenwerder, 1558 nach Marburg und Einbeck, 1564 nach Bremen exportiert.
Im Jahr 1604 waren in Schaumburg drei Kohlebergwerke vorhanden. Graf Ernst ordnete für das Jahr 1612 an, dass je 4 Kuhlen bei Bückeburg und Obernkirchen sowie 8 Kuhlen bei Stadthagen wöchentlich je 18 Fuder Kohle liefern sollten.

### Eigentümer
Nach der Teilung Schaumburgs 1647 in Schaumburg-Lippe und die Grafschaft Schaumburg blieben die Kohlegruben gemeinsamer Besitz. Jährlich prüften Kommissare beider Rentkammern in Obernkirchen die Rechnungen der Kohlebergwerke. Bei den häufigen Meinungsverschiedenheiten musste „Allerhöchsten Orts“ entschieden werden.
Die Verwaltung des Stadthäger und des benachbarten Sülbecker Werks wurde 1810 zusammengelegt. Im Jahr 1841 entstanden die „Schaumburger Gesamtsteinkohlenbergwerke“ als Zusammenschluss aller Schaumburger Kohlenbergwerke.
Die Hälfte der Besitzanteile kam 1866 bei der Annexion Kurhessens mit der Grafschaft Schaumburg in preußischen Besitz und wurde 1924 der Preussag übertragen. Diese kaufte 1924 den 1/6-Besitzanteil des Fürsten von Schaumburg-Lippe und übernahm angesichts hoher Bilanzverluste 1940 den 1/3-Anteil des Freistaats Schaumburg-Lippe.

### Schacht I
Nachdem bei Obernkirchen bereits modernere Förderschächte entstanden waren, sollte Ende des 19. Jahrhunderts die Kohleförderung im Osten des Schaumburger Reviers neu geordnet werden. Als Zentralschacht wurde in den Jahren 1899 bis 1902 südwestlich von Stadthagen der Schacht I mit einem Durchmesser von 5 m auf 251 m abgeteuft. Seine feierliche Einweihung erfolgte am 8. Dezember 1902, nach dem dabei anwesenden Fürsten Georg erhielt die Zeche den Namen Georgschacht. Ein Gleisanschluss an die Rinteln-Stadthagener Eisenbahn entstand im selben Jahr. Die Fördersohle lag in einer Teufe von 244,55 m. Die Kohleproduktion Unter Tage wurde nach 1910 durch den Einsatz von Drucklufthämmern und Schüttelrutschen modernisiert.

### Elektrizitätswerk

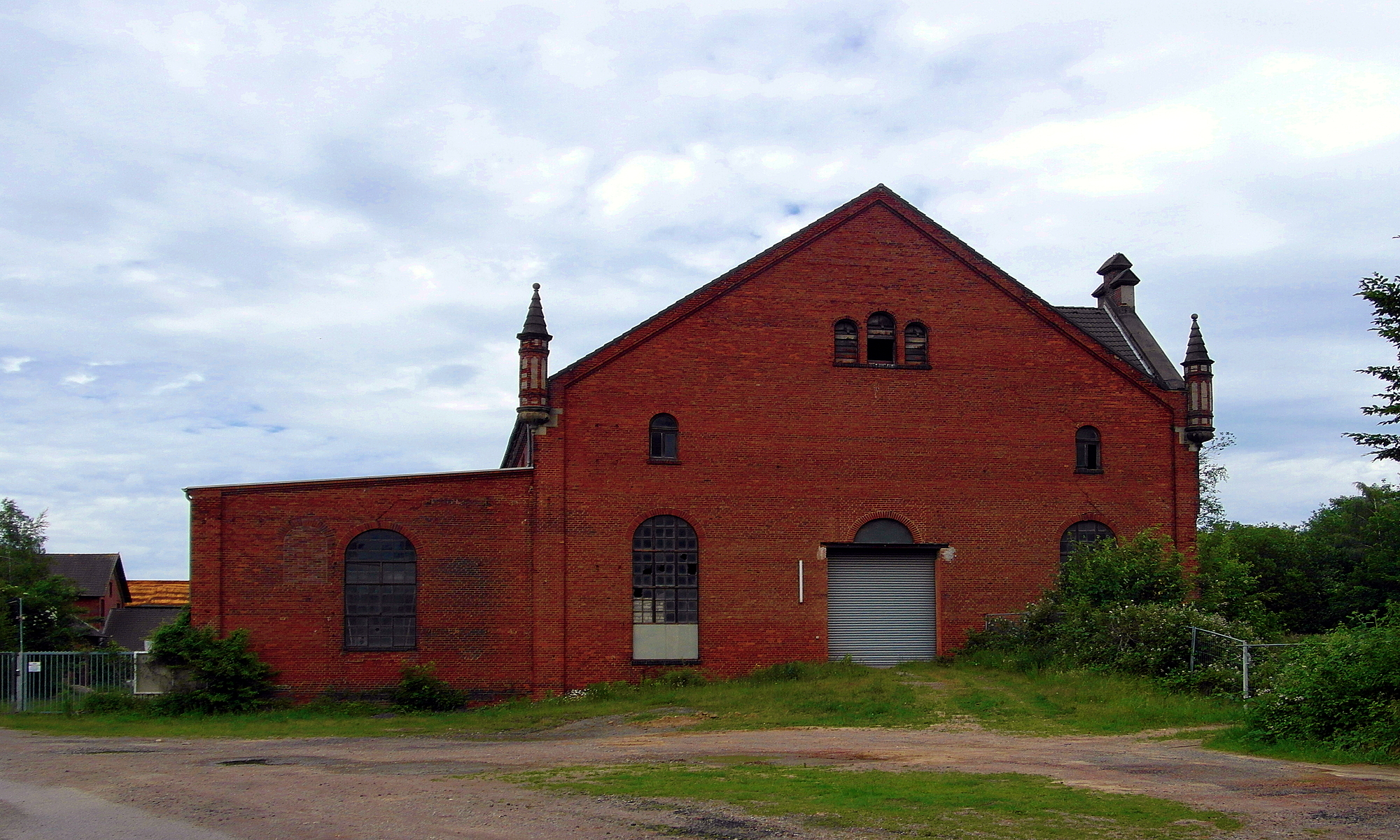
Das Kraftwerksgebäude des Georgschachts

Auf dem späteren Gelände des Georgschachts wurde seit dem Jahr 1890 mit der Erzeugung von Elektrizität aus Kohle experimentiert. Mittels zweier je 500 PS starker Dampfkolbenmotoren wurde um 1902 mit etwa 1 % ein höherer Wirkungsgrad als bei Dampfmaschinen erreicht. Die Erzeugung einer Kilowattstunde Strom erforderte 12,3 kg Kohle. Neben der Deckung des Eigenbedarfs wurden auch andere Abnehmer in der Gegend versorgt. 1905 entstand dazu eine 7 km lange 6 kV-Freileitung nach Obernkirchen. Das Kraftwerk Georgschacht versorgte im Jahr 1914 rechnerisch 80 % des damaligen Fürstentums Schaumburg-Lippe. Nach dem Netzverbund mit dem Elektrizitätswerk Minden-Ravensberg und Modernisierungen in den Jahren 1916/17 und 1929 waren am Georgschacht Turbogeneratoren mit einer Maschinenleistung von 10 MW installiert.

### Kokerei
Nach mehreren Vorversuchen lief seit Dezember 1902 die Kohlenwäsche und Kokerei auf der Tiefbauanlage Georgschacht. Die Anlage mit 60 je 6,1 t Kohle fassenden Öfen der Bauart Brunck produzierte im Jahr 1910 etwa 85.400 t Koks, 2.400 t Steinkohlenteer und 1000 t Ammoniumsulfat.
Anfang 1926 wurde diese Anlage durch eine nach neuestem Stand der Technik gebaute ersetzt, die auch die beigemischte weniger gut verkäufliche Magerkohle des Liethstollens bei Obernkirchen verarbeiten konnte. Da die Produktion nun den Eigenbedarf übertraf, wurde seit 1930 Gas per Fernleitung nach Stadthagen, Obernkirchen und Bückeburg und in das Netz der Ruhrgas geliefert. Im Jahr 1952 erzeugten die über 200 Beschäftigten der Kokerei aus 181.560 t Steinkohle 153.280 t Koks, 3.840 t Rohteer, 767 t Benzol und 1.440 t Ammoniumsulfat. Die bessere Lagerfähigkeit von Koks gegenüber Kohle ermöglichte das Überstehen von in den 1950er Jahren auftretenden Absatzschwankungen.

### Zechenhaus

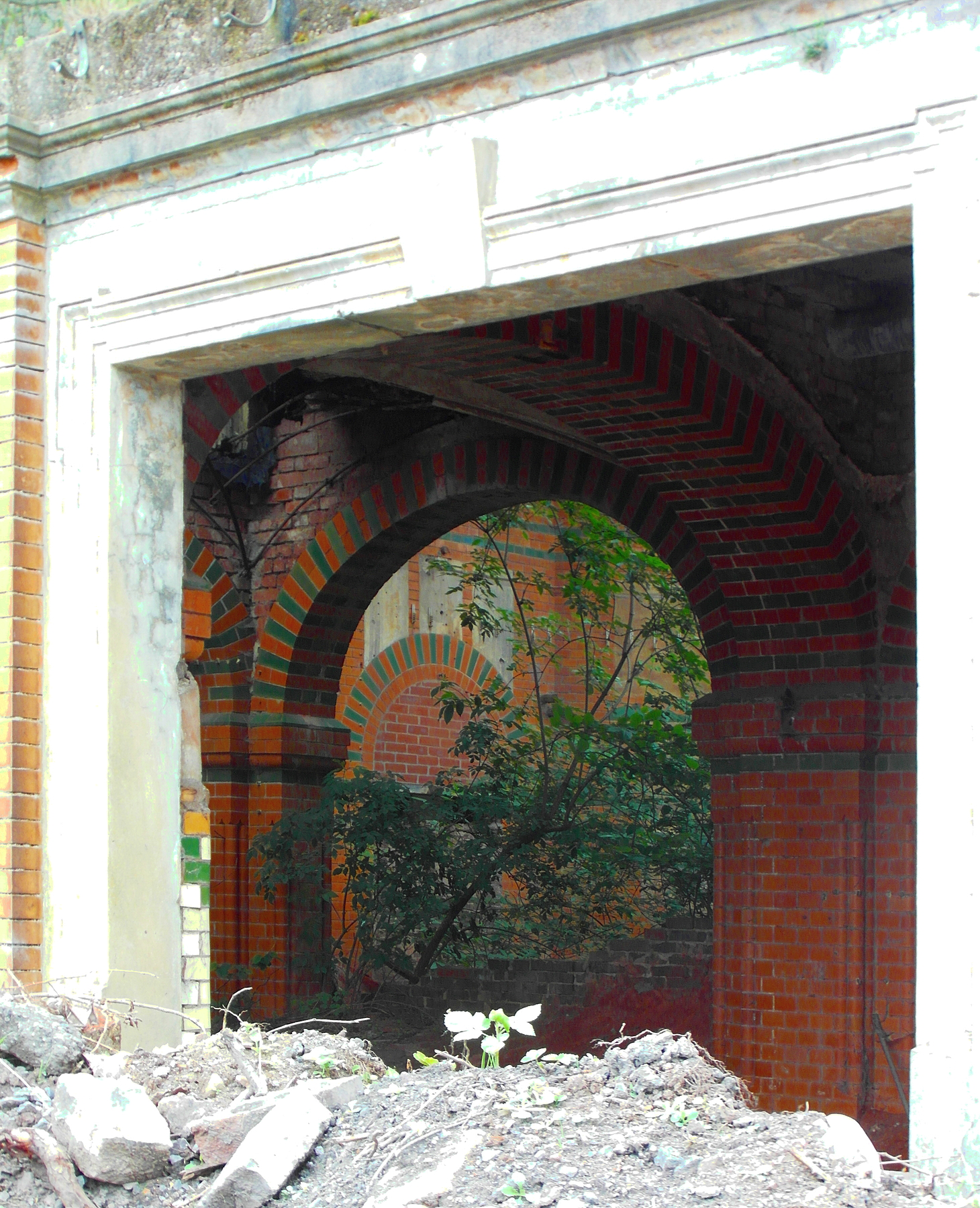
Blick durch eine Fensteröffnung ins Innere der Waschkaue

Das Zechenhaus entstand in den Jahren 1905 bis 1908. Es enthielt die Waschkaue sowie im Ostteil die Verwaltung des Bergwerks. Das im Jugendstil errichtete, repräsentative Gebäude war mit seiner luxuriösen Bauweise in Schaumburg einzigartig und wurde landläufig „Kohlenkirche“ genannt. Der Eingang lag im Süden des Gebäudes. Rechts daneben waren Badewannenkabinen für die Steiger. Im Norden der Waschkaue lagen die Gemeinschaftsduschen der Mannschaften. Das Warmwasser kam aus Kesseln im Dachgeschoss des Verwaltungstrakts und wurde durch Dampf aus dem Kesselhaus aufgeheizt. Das hohe Mittelschiff der Waschkaue mit einem Dachstuhl aus Stahlprofilen und zur Lüftung zu öffnenden Klappen im Dach enthielt die Kleidungs-Kettenzüge. Der Weg zur Arbeit führte an der Lampenstube vorbei durch den Ausgang im Westen des Gebäudes. Die Grubenwehr hatte ihre Räume im Keller des Gebäudekomplexes und betrieb dort zudem eine Kompressoranlage zum Befüllen der Atemluftflaschen.

### Schacht II
Von 1925 bis 1928 wurde 60 m südlich von Schacht I der 353 m tiefe Schacht II abgeteuft. Damit wurde die Zeche Georgschacht zur Doppelschachtanlage. Der Rundschacht mit 5 m Durchmesser hatte ein 32 m hohes Fördergerüst und ein eigenes Fördergebäude.

### Werkstätten
Ab 1913 entstanden drei aneinander grenzende Werkstatthallen. Diese beherbergten eine Schmiede, die Schlosserei und eine Elektrowerkstatt. Das abgesetzte vierte Gebäude nutzte die Tischlerei.

### Abraumhalde
Abraum und die Schlacke aus dem Kesselhaus des Elektrizitätswerks wurden mittels zweier Förderbrücken über die Verladegleise und die Straße hinweg auf eine Abraumhalde transportiert. Diese erreichte eine Fläche von 120 Morgen und eine Höhe von bis zu 30 m.

### Stilllegung
Am 28. März 1960 beschloss der Aufsichtsrat der Preussag, den Betrieb des Georgschachts und der anderen Bergwerke im Schaumburger Land zum Jahresende einzustellen. Der Stadt Stadthagen gelang es, als Nachfolgenutzung mehrere Zweigniederlassungen von Metallbauunternehmen auf dem Gelände anzusiedeln. Nach Schließung dieser Betriebsstätten etwa in den 1980er Jahren folgten zumeist Schrott- und Recyclingbetriebe nach.

## Zustand und Erhaltung

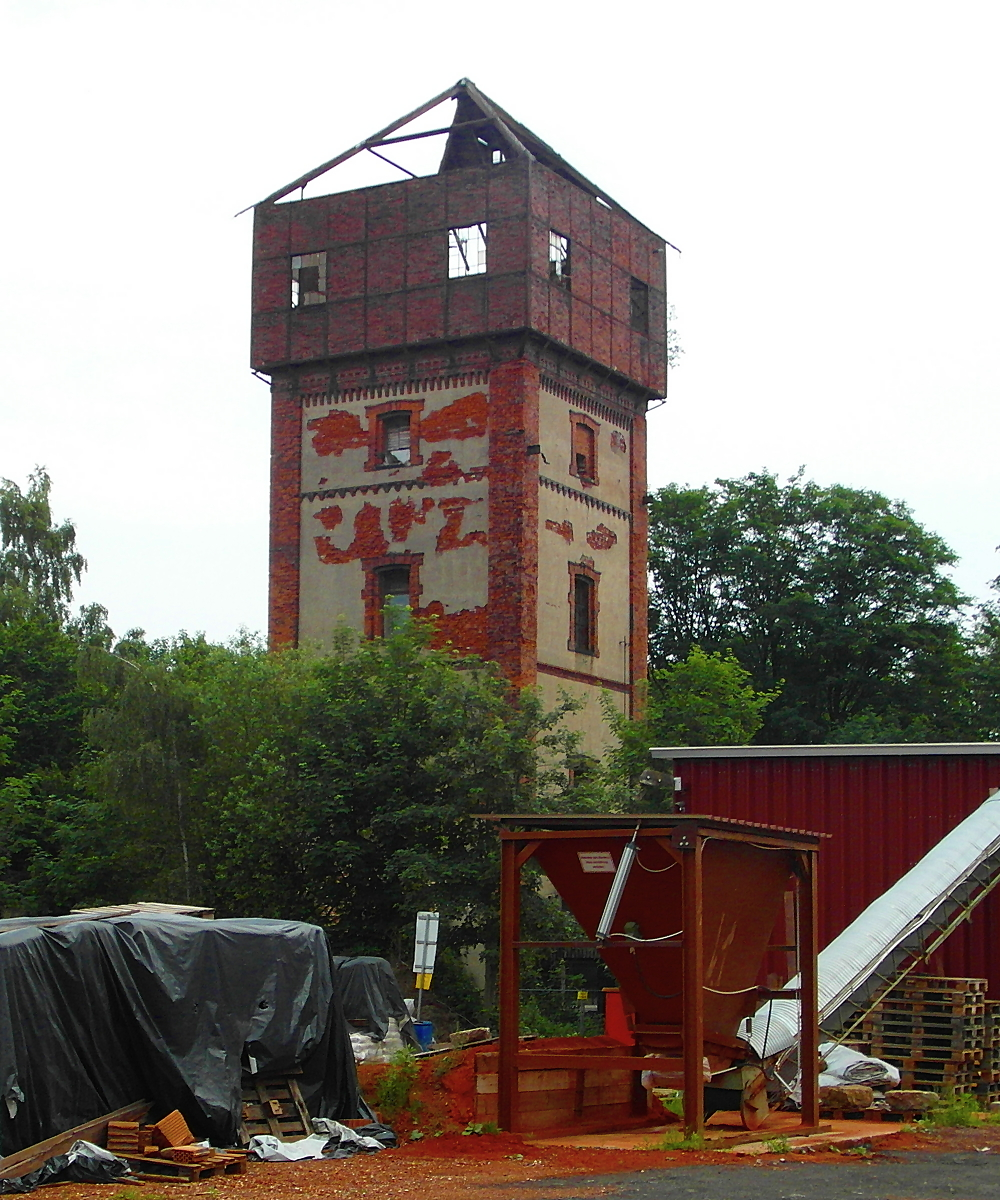
Der 2018 abgerissene Wasserturm des Georgschachts

Die beiden Fördertürme, die Förderbrücken, Verladeanlagen, Schornsteine und die Kokerei wurden demontiert. Die Sprengung des Kohlensilos erfolgte im August 2006. Der Zustand der verbliebenen Gebäude hat sich mit den Jahren verschlechtert. Das durch Bauzäune gesicherte Zechenhaus diente gelegentlich als illegaler Abenteuerspielplatz.
Sanierungspläne am Georgschacht scheiterten angesichts der geschätzten Kosten in zweistelliger Millionenhöhe. So standen im Jahr 1986 bereits 400.000 DM für erste Sicherungsmaßnahmen an der als Baudenkmal geschützten „Kohlenkirche“ in Aussicht. Im Planungs- und Bauausschuss der Stadt Stadthagen wurde 2017 diskutiert, die „Kohlenkirche“ und das Umspannwerk ab 2018 mit Fördergeldern aus dem LEADER-Programm der Europäischen Union zu sanieren, während der Oberteil des Wasserturms auf Kosten der Stadt abgerissen werden würde, da eine Sanierung für den Besitzer nicht tragbar sei.
Zechenhaus und Maschinenhaus werden als „Gebäude der Hauptzechenanlage Georgschacht des ehemaligen Steinkohlen-Bergbaus im Obernkirchener Revier“ unter der Nummer 3621/02 als Geotop geführt. Grund ist ihre Bedeutung als geowissenschaftliche, kulturhistorische Objekte.
Im Oktober 2019 sind große Teile der alten Werkstattgebäude niedergebrannt. Der Abriss der Kohlenkirche erfolgte Ende 2023 und Anfang 2024, da eine Sanierung aufgrund des fortgeschrittenen Verfalls nicht mehr möglich war.
Im 2025 erschienenen Schwarzbuch der Deutschen Stiftung Denkmalschutz wird das als „Kohlenkirche“ bezeichnete Zechenhaus des Georgschachts als eines von bundesweit mindestens 900 Denkmalen erwähnt, die 2023 und 2024 verloren gegangen seien.